# Ősagárd
Ősagárd est un village et une commune du comitat de Nógrád en Hongrie.